# 齋藤慎太郎
齋藤 慎太郎（さいとう しんたろう、1997年4月20日 - ）は、TBSテレビのアナウンサー。

## 来歴
神奈川県横須賀市出身。横須賀学院高等学校、立教大学コミュニティ福祉学部卒業後、2020年TBSテレビ入社。 同期は野村彩也子。野村とともに、『お笑いの日2020』がアナウンサーとして初仕事となる。

## 人物・エピソード
小学1年生の頃から、地元のサッカークラブでサッカーを始めた。当初はプロ選手を志していて、小学6年時と高校1年時には神奈川県の選抜チームで三笘薫とチームメイトになっている。
中学校への進学を機に横浜F・マリノスの下部組織へ所属すると、高校への在学中にユースチームでプレー。ユースチーム時代のチームメイトに遠藤渓太がいた。高校1年時には三笘薫（当時は川崎フロンターレのユースチームに所属）と揃って神奈川県の選抜チームから第68回国民体育大会サッカー競技へ出場していた ものの、マリノスのユースチームでは、3年間の在籍中に公式戦へ1試合出場しただけでプロへの道を断念。ただし、立教大学への進学後も体育会サッカー部に在籍した ほか、サッカーの実況中継へ携わることを目標に TBSグループのアナウンススクールへ通っていた。
目標のアナウンサーは、2023年3月まで所属部署（TBSテレビアナウンスセンター）の上司でもあった長峰由紀（同月で早期退職）。2021年12月17日には、アナウンスセンターからの公認の下で、先輩の山本匠晃・山本里菜・近藤夏子と共同でYouTube上に公式チャンネルとTiktokのアカウントを開設している（詳細後述）。その一方で、入社4年目の2023年10月からは、『KICK OFF! J』（日本サッカー協会とJリーグの企画・監修によるサッカー情報番組『KICK OFF!』シリーズの関東ローカル版）でMCを担当。
普通自動車運転免許に加えて、日本漢字能力検定2級・ニュース時事能力検定準2級といった資格を所得。趣味はボディビルで、TBSテレビ入社後の2022年8月21日に「マッスルゲート東京ベイ大会」の「メンズフィジーク新人176cm以下級」へ出場したところ、準優勝を成し遂げた。さらに、2023年7月16日のメンズフィジーク東京選手権大会176cm以下級で4位に入賞した ことによって、全国大会（同年9月に開催予定の「ALL JAPAN FITNESS CHAMPIONSHIPS 2023」）への出場権を得た。もっとも、アナウンサーとしての職務やコンディションとの兼ね合いで、実際には出場を見合わせている。2024年9月24日、結婚を発表。
好きな食べ物は寿司、好きなミュージシャンはMr.Children、嫌いな食べ物はトマト。2022年3月2日の『水曜日のダウンタウン』で放送された「どれだけ苦手な食べ物でもその最高峰を食べたら旨いと感じる説」では、トマト嫌いのJOYにトマトを食べさせるロケ企画の進行役を務めたところ、番組スタッフから「ちなみに齋藤アナ、嫌いな食べ物は何ですか?」との質問を突然受けたことをきっかけにトマトを食べさせられる羽目に陥った。
2025年、東京ボディビル選手権大会のメンズフィジーク176センチ以下級3位入賞。

## 現在の出演番組
- スポーツ中継（駅伝・マラソン・サッカー）
  - 学生時代に打ち込んでいたサッカーでは、2023年1月開催の皇后杯 JFA 第44回全日本女子サッカー選手権大会で、インターネットの動画ライブ配信向けに実況を初めて担当。地上波のテレビ放送でも、同年7月23日のマリノス対マンチェスター・シティ戦（国立競技場で開催された親善試合）での録画中継（翌24日の未明に関東ローカルで放送）を皮切りに、アジア競技大会の全国ネット向け中継などで実況を任されている[20]。

### テレビ
- ひるおび
  - 「ひるおび!天気」（午前枠の天気予報）担当：2022年9月29日 - 2020年12月25日
  - 「#ひるおびライフ」（午前枠の生活情報コーナー）プレゼンター
    - 木・金曜日担当：2021年2月 - 2021年9月
    - 金曜日担当：2021年10月 - 2022年4月

  - 「エンタメfun」（「#ひるおびライフ」金曜分の後継企画）プレゼンター：2022年5月6日 -
- Nスタ
  - スポーツキャスター（日曜日担当）：2020年10月4日 - 2021年10月3日
  - 平日版のニュースプレゼンター
    - 木曜日担当：2021年10月7日 - 2023年3月23日
    - 月 - 水曜日担当：2023年3月27日 -
      - 担当日の「歩いて発見!すたすた中継」（TBSテレビと一部のネット局で17時台に放送されるコーナーで担当曜日の変更と同時に開始）で、関東地方（TBSの放送対象地域）の中継先から出演する場合がある。この場合には、JNN全国ニュースなどのスタジオパートに登場しない。

    - 金曜日担当：2025年4月4日 -
- KICK OFF! J（2023年10月15日 - ）
  - 2023年4月から『S☆1』（全国ネット向けのスポーツ情報番組）のローカル差し替え枠に編成されていたコーナーを、関東ローカル向けの単独番組として『S☆1』の後枠で編成することを機に、御手洗菜々（同年入社の後輩アナウンサー）とのコンビでMCを担当。

### YouTube／Tiktok
- アナウンサーのゆるちゃん/たりかしCh.

## 過去の出演番組

### テレビ
- お笑いの日2020（2020年9月26日）
- オールスター感謝祭2020秋（2020年10月3日）
- アッコにおまかせ!
  - 2020年10月4日に、同期の野村とゲスト出演。また、2022年5月15日・6月5日放送分では宇内梨沙（先輩アナウンサーで齋藤と同じく横須賀市出身）と共に「おまかせ！コレキテル!?」のリポーターとして出演[21]。
- TBS秋の新番組プレゼン祭 新ドラマの魅力が丸わかり!（2020年10月11日）
- 胸キュン女子が絶賛! TBS恋愛ドラマ祭り豊洲開催～逃げ恥&恋つづ&ナギサ…の世界（2020年11月28日）
- サンデージャポン（不定期出演）
- 報道特集（2020年10月 - 2021年9月） - スポーツコーナー担当[22]
- TBS NEWS（関東ローカル向けの定時ニュース）
  - 土曜日担当：2020年11月17日 - 2021年6月26日 - 『報道特集』のスポーツキャスターと兼務
  - 日曜日担当：2020年11月18日 - 2021年10月3日 - 『Nスタ』日曜版のスポーツキャスターと兼務
- あさチャン!（2021年1月 - 2021年9月） - エンタメキャスター（木・金曜日担当）
- ゴゴスマ ～GOGO!Smile!（CBCテレビ制作、隔週水曜日、2020年10月 - 2021年9月22日） - 最新ニュース担当[23]
- THE TIME‘（2021年10月4日 - 2022年9月21日 ） - 月～水曜日に進行キャスターを担当。後枠番組の『THE TIME,』にも、冒頭の30分間のみ出演していた。
- ラヴィット! - 『JNN NEWS』キャスター
  - 月曜日担当：2022年10月3日 - 2023年3月20日
  - 金曜日担当：2024年10月 - 2024年12月

### インターネット配信
- JFL第24節-クリアソン新宿 vs 鈴鹿ポイントゲッターズ@国立競技場（2022年10月9日）-実況

### ラジオ
- ジェーン・スー 生活は踊る（パートナー代理、2021年8月2日・2023年8月14日.8月30日.2025年6月30日)
- アシタノカレッジ（2021年10月1日 - 2022年6月） - 当時月曜日に放送されていた「ちょっといいこと短歌」に不定期出演
- 大久保佳代子とトレンド遊び（パートナー、2022年7月7日 - 9月）
- アフター6ジャンクション（2023年7月3日）
  - TBSラジオと一部のネット局における放送時間の序盤（18時台）が、『Nスタ』の平日版（JNN全国ニュースパートの大半・関東ローカルパート）と重複している生放送番組。当日は月曜日であったが、『Nスタ』で全国ニュース（18:15）までのパートのニュースプレゼンターを担当してから、「BEYOND THE CULTURE」（20時台）に組まれていたフィジーク特集のゲストとして初めて出演した。ちなみに当日は、『ひるおび』で「健康戦隊ヘルシーボーイズ」と銘打って共演することもある小沢光葵（1年後輩のアナウンサー）が、全編にわたってパートナー代理を務めていた（本来の月曜パートナーで先輩アナウンサーの熊崎風斗が育児休業中だったことに伴う措置）。